# كتشة غنبد (بيرتاج)
کتشة غنبد (بالفارسية: کچه گنبد) هي قرية تقع في إيران في قسم بیرتاج الريفي. يقدر عدد سكانها بـ 168 نسمة .